# Challenger de Hong Kong
El Challenger de Hong Kong o (Hong Kong ATP Challenger) por razones de patrocinio) es un torneo de tenis profesional  jugado en canchas duras al aire libre. Actualmente forma parte de la Asociación de Tenistas Profesionales (ATP) Challenger Tour. Se celebra anualmente en Hong Kong, desde 2015.

## Resultados

### Individuales
| Año  | Campeón     | Finalista   | Resultado |
| ---- | ----------- | ----------- | --------- |
| 2015 | Kyle Edmund | Tatsuma Ito | 6-1, 6-2  |

### Dobles
| Año  | Campeones                    | Finalistas                | Resultado |
| ---- | ---------------------------- | ------------------------- | --------- |
| 2015 | Hsieh Cheng-peng Yi Chu-huan | Saketh Myneni Sanam Singh | 6-4, 6-2  |